# رعنا
رعنا هي قرية عربية فلسطينية مهجّرة  تقع شمال غرب قضاء الخليل، وتبعد عن مركزها 24 كم، وتحيط بها أراضي ذكرين ودير الدبان وبيت جبرين ودير نخاس، وتبعد اقل من 2 كم عن بلدة ذكرين التي كانت ترتبط معها بشكل كامل حتى ان البعض اعتبر قرية رعنا ضمن ذكرين وذلك بسبب القرب الشديد من ذكرين، وكان لها مختار عبد الحليم محمد حسين خاطر أبو يوسف، وقد صنفت رعنا مزرعة في «معجم فلسطين الجغرافي المفهرس» (Palestine Index Gazetteer).
ترتفع قرية رعنا 300م عن سطح البحر، ومساحتها 6925 دونم، كانت أراضيها موزعة بين سكان القرية في ملكيات فردية خاصة يستغلونها في زراعة الحبوب، وهي أهم محاصيلها، كما وزرع سكانها أيضا العنب والخروب والزيتون، وبيوتها 36 بيتا عام 1931، وارتفع العدد إلى 22 بيتا في عام 1948، وقد بُنيت معظم بيوتها بالحجارة والسقوف بالخشب والطين.

## سكان القرية
كان سكان قرية رعنا كلهم من المسلمين، في عام 1922 كان عدد السكان 126 نسمة، وارتفع إلى 130 نسمة في عام 1931، وبلغ العدد 190 نسمة عام 1945، حتى وصل إلى 220 نسمة في عام 1948، ويقدّر عدد اللاجئين الذين تنسب عائلاتهم إلى القرية 1354 لاجئ في عام 1998، و2000 في 2019، يتوزعون على ضفتي الأردن الغربية والشرقية من عائلات قرية رعنا عائلة خاطر وعائلة الرشتة.

## احتلال القرية
في 22 تشرين أول، 1948 تم تطهير البلدة عرقيا بالكامل على يد الكتيبة الإرهابية الصهيونية  «جفعاتي»، وقد سميت العملية الصهيونية التي دمرت القرية بالكامل«يوعاف».

## القرية اليوم
تعتبر القرية اليوم موقع أثري، تحتوي على خربة قمحة وخربة عمرو.

## أعلام
- عطا أبو الرشتة